# Волока (мера площади)
Воло́ка — единица измерения площади, равная 30 моргам или 20 десятинам (21,36 га), а также единица обложения в Великом княжестве Литовском.
Использовалась с начала XV века, входя в систему мер в Великом княжестве Литовском. Получила широкое распространение с проведением в Великом княжестве Литовском аграрной реформы, известной как волочная помера. Реформа проводилась в соответствии с уставой на волоки, изданной великим князем Сигизмундом Августом в 1557 году. Часто к волоке прирезали 3 морга земли под усадьбу и огород, что предусматривалось «уставой». Согласно ей же, практиковались различные прирезки, обусловленные неодинаковым качеством земли. Таким образом, волока как единица обложения могла быть площадью от 30 до 46 моргов, что никак не влияло на количество повинностей.
Как земельный надел волока делилась на три равных поля, что соответствовало трёхпольной системе севооборота. Волоки делились на «прогоняные» (цельные) и «моргованые» (состояли из различных по площади и форме участков земли). В зависимости от качества земель волоки делились на 4 категории: хорошие («добрый грунт»), средние («середний грунт»), плохие («злой» или «подлый» грунт) и совсем плохие (грунт «вельми подлый»). От качества земли зависел размер выплачиваемой за каждую волоку денежной ренты — чинша. Также волоки делились на тяглые (основная повинность — барщина), осадные (основная повинность — чинш) и необлагаемые повинностями (наделы мелких чиновников). Зачастую единицей налогообложения выступала не целая волока, считавшаяся крупным наделом, а её часть: «пол волоки», «третина», «четвертина» и так далее. Волоки, находящиеся в постоянном пользовании, назывались «оселыми», временном — «приёмными» или «боковыми», не использовавшиеся — «пустыми» или «непринятыми».